# Anastassia Myskina
Anastassia Andreïevna Myskina (en russe, Анастасия Андреевна Мыскина), née le 8 juillet 1981 à Moscou (Russie), est une joueuse de tennis russe, professionnelle de 1998 à 2007.

## Carrière tennistique
Anastassia Myskina passe professionnelle en 1998. À la différence de la plupart de ses compatriotes (Maria Sharapova notamment), elle développe un jeu de fond de court moins basé sur la puissance que sur la vitesse de ses frappes et sur un excellent sens de l'anticipation.
Progressant rapidement au classement WTA, elle remporte son premier titre dès 1999 à Palerme et intègre le top dix en février 2003.
2004 demeure incontestablement la meilleure saison de sa carrière. En mai, tout d'abord, elle devient la première Russe à s'imposer dans un tournoi du Grand Chelem en simple, à Roland-Garros, en battant en finale sa compatriote Elena Dementieva. En septembre, elle atteint le second rang mondial, derrière Amélie Mauresmo. Enfin, en novembre, elle contribue à la première victoire de l'équipe russe en Fed Cup face à la France en finale, performance qu'elle réitère l'année suivante.
En raison de multiples difficultés physiques et soucis familiaux (le décès de sa mère), 2005 et 2006 s'avèrent plus difficiles : Myskina ne décroche qu'un seul tournoi mineur en 2005 (l'Open d'Inde) et peine à se maintenir dans le club des vingt meilleures mondiales. Dans les Majeurs, elle ne fait pas mieux que deux quarts de finale à Wimbledon.
En 2007, blessée au pied gauche, elle ne s'aligne que dans deux tournois (dont Roland-Garros), perdant à chaque fois au premier tour. En juillet, elle annonce qu'elle met un terme à sa saison pour se reposer.
Elle est capitaine de l'équipe russe de Fed Cup depuis 2013.

## Palmarès

### Titres en simple dames
| No | Date       | Nom et lieu du tournoi         | Catégorie | Dotation    | Surface         | Finaliste           | Score         |          |
| -- | ---------- | ------------------------------ | --------- | ----------- | --------------- | ------------------- | ------------- | -------- |
| 1  | 12/07/1999 | Torneo Internazionale, Palerme | Tier IVa  | 142 500 $   | Terre (ext.)    | Angeles Montolio    | 3-6, 7-6, 6-2 | Parcours |
| 2  | 09/09/2002 | Brasil Open, Bahia             | Tier II   | 650 000 $   | Dur (ext.)      | Eléni Daniilídou    | 6-3, 0-6, 6-2 | Parcours |
| 3  | 10/02/2003 | Qatar Total FinaElf Open, Doha | Tier III  | 170 000 $   | Dur (ext.)      | Elena Likhovtseva   | 6-3, 6-1      | Parcours |
| 4  | 31/03/2003 | Clay Court Classic, Sarasota   | Tier IV   | 140 000 $   | Terre (ext.)    | Alicia Molik        | 6-4, 6-1      | Parcours |
| 5  | 22/09/2003 | Sparkassen Cup, Leipzig        | Tier II   | 585 000 $   | Moquette (int.) | Justine Henin       | 3-6, 6-3, 6-3 | Parcours |
| 6  | 29/09/2003 | Ladies Kremlin Cup, Moscou     | Tier I    | 1 300 000 $ | Moquette (int.) | Amélie Mauresmo     | 6-2, 6-4      | Parcours |
| 7  | 01/03/2004 | Qatar Total Open, Doha         | Tier II   | 600 000 $   | Dur (ext.)      | Svetlana Kuznetsova | 4-6, 6-4, 6-4 | Parcours |
| 8  | 24/05/2004 | Roland-Garros, Paris           | G. Chelem | 5 982 126 $ | Terre (ext.)    | Elena Dementieva    | 6-1, 6-2      | Parcours |
| 9  | 11/10/2004 | Ladies Kremlin Cup, Moscou     | Tier I    | 1 300 000 $ | Moquette (int.) | Elena Dementieva    | 7-5, 6-0      | Parcours |
| 10 | 19/09/2005 | Sunfeast Open, Calcutta        | Tier III  | 170 000 $   | Dur (int.)      | Karolina Šprem      | 6-2, 6-2      | Parcours |

### Finales en simple dames
| No | Date       | Nom et lieu du tournoi                    | Catégorie | Dotation    | Surface         | Vainqueure         | Score          |          |
| -- | ---------- | ----------------------------------------- | --------- | ----------- | --------------- | ------------------ | -------------- | -------- |
| 1  | 10/06/2002 | DFS Classic, Birmingham                   | Tier III  | 170 000 $   | Gazon (ext.)    | Jelena Dokić       | 6-2, 6-3       | Parcours |
| 2  | 17/06/2002 | Britannic Asset Champ’s, Eastbourne       | Tier II   | 585 000 $   | Gazon (ext.)    | Chanda Rubin       | 6-1, 6-3       | Parcours |
| 3  | 23/09/2002 | Sparkassen Cup, Leipzig                   | Tier II   | 585 000 $   | Moquette (int.) | Serena Williams    | 6-3, 6-2       | Parcours |
| 4  | 27/10/2003 | Advanta Championships, Philadelphie       | Tier II   | 585 000 $   | Dur (int.)      | Amélie Mauresmo    | 5-7, 6-0, 6-2  | Parcours |
| 5  | 26/07/2004 | Acura Classic, San Diego                  | Tier I    | 1 300 000 $ | Dur (ext.)      | Lindsay Davenport  | 6-1, 6-1       | Parcours |
| 6  | 08/08/2005 | Nordea Nordic Light Open, Stockholm       | Tier IV   | 140 000 $   | Dur (ext.)      | Katarina Srebotnik | 7-5, 6-2       | Parcours |
| 7  | 22/05/2006 | Istanbul Cup, Istanbul                    | Tier III  | 200 000 $   | Terre (ext.)    | Shahar Peer        | 1-6, 6-3, 7-63 | Parcours |
| 8  | 19/06/2006 | Hastings Direct Int’l Champ’s, Eastbourne | Tier II   | 600 000 $   | Gazon (ext.)    | Justine Henin      | 4-6, 6-1, 7-65 | Parcours |
| 9  | 08/08/2006 | Nordea Nordic Light Open, Stockholm       | Tier IV   | 145 000 $   | Dur (ext.)      | Zheng Jie          | 6-4, 6-1       | Parcours |

### Titres en double dames
| No | Date       | Nom et lieu du tournoi                | Catégorie | Dotation    | Surface         | Partenaire         | Finalistes                          | Score         |          |
| -- | ---------- | ------------------------------------- | --------- | ----------- | --------------- | ------------------ | ----------------------------------- | ------------- | -------- |
| 1  | 13/09/2004 | Wismilak International Bali           | Tier III  | 225 000 $   | Dur (ext.)      | Ai Sugiyama        | Svetlana Kuznetsova Arantxa Sánchez | 6-3, 7-5      | Parcours |
| 2  | 11/10/2004 | Ladies Kremlin Cup Moscou             | Tier I    | 1 300 000 $ | Moquette (int.) | Vera Zvonareva     | Virginia Ruano Pascual Paola Suárez | 6-3, 4-6, 6-2 | Parcours |
| 3  | 19/09/2005 | Sunfeast Open Calcutta                | Tier III  | 170 000 $   | Dur (int.)      | Elena Likhovtseva  | Neha Uberoi Shikha Uberoi           | 6-1, 6-0      | Parcours |
| 4  | 03/10/2005 | Porsche Tennis Grand Prix Filderstadt | Tier II   | 650 000 $   | Dur (int.)      | Daniela Hantuchová | Květa Peschke Francesca Schiavone   | 6-0, 3-6, 7-5 | Parcours |
| 5  | 01/05/2006 | J&S Cup Varsovie                      | Tier II   | 600 000 $   | Terre (ext.)    | Elena Likhovtseva  | Anabel Medina Katarina Srebotnik    | 6-3, 6-4      | Parcours |

### Finale en double dames
| No | Date       | Nom et lieu du tournoi    | Catégorie | Dotation    | Surface         | Vainqueures                       | Partenaire     | Score    |          |
| -- | ---------- | ------------------------- | --------- | ----------- | --------------- | --------------------------------- | -------------- | -------- | -------- |
| 1  | 29/09/2003 | Ladies Kremlin Cup Moscou | Tier I    | 1 300 000 $ | Moquette (int.) | Nadia Petrova Meghann Shaughnessy | Vera Zvonareva | 6-3, 6-4 | Parcours |

## Parcours en Grand Chelem

### En simple dames
| Année | Open d'Australie | Open d'Australie | Internationaux de France | Internationaux de France | Wimbledon      | Wimbledon         | US Open         | US Open           |
| ----- | ---------------- | ---------------- | ------------------------ | ------------------------ | -------------- | ----------------- | --------------- | ----------------- |
| 1999  | -                | -                | -                        | -                        | -              | -                 | 2e tour (1/32)  | MJ Fernández      |
| 2000  | -                | -                | 1er tour (1/64)          | Cara Black               | 3e tour (1/16) | Kristina Brandi   | 1er tour (1/64) | Květa Hrdličková  |
| 2001  | -                | -                | 1er tour (1/64)          | Martina Suchá            | 2e tour (1/32) | Ai Sugiyama       | 1er tour (1/64) | Amélie Mauresmo   |
| 2002  | 2e tour (1/32)   | Elena Dementieva | 1er tour (1/64)          | Shinobu Asagoe           | 3e tour (1/16) | Amélie Mauresmo   | 3e tour (1/16)  | Dája Bedáňová     |
| 2003  | 1/4 de finale    | Kim Clijsters    | 2e tour (1/32)           | Petra Mandula            | 4e tour (1/8)  | Jennifer Capriati | 1/4 de finale   | Justine Henin     |
| 2004  | 1/4 de finale    | Kim Clijsters    | Victoire                 | Elena Dementieva         | 3e tour (1/16) | Amy Frazier       | 2e tour (1/32)  | Anna Chakvetadze  |
| 2005  | 4e tour (1/8)    | Nathalie Dechy   | 1er tour (1/64)          | M.A. Sánchez             | 1/4 de finale  | Amélie Mauresmo   | 3e tour (1/16)  | Elena Likhovtseva |
| 2006  | 4e tour (1/8)    | Patty Schnyder   | 4e tour (1/8)            | Justine Henin            | 1/4 de finale  | Amélie Mauresmo   | 1er tour (1/64) | Victoria Azarenka |
| 2007  | -                | -                | 1er tour (1/64)          | Meghann Shaughnessy      | -              | -                 | -               | -                 |

À droite du résultat, l’ultime adversaire.

### En double dames
| Année | Open d'Australie             | Open d'Australie             | Internationaux de France   | Internationaux de France    | Wimbledon                   | Wimbledon                     | US Open                       | US Open                     |
| ----- | ---------------------------- | ---------------------------- | -------------------------- | --------------------------- | --------------------------- | ----------------------------- | ----------------------------- | --------------------------- |
| 2000  | -                            | -                            | 1er tour (1/32) H. Nagyová | Alina Jidkova Nadia Petrova | -                           | -                             | -                             | -                           |
| 2002  | 1er tour (1/32) Tina Pisnik  | D. Hantuchová A. Sánchez     | -                          | -                           | -                           | -                             | -                             | -                           |
| 2003  | -                            | -                            | -                          | -                           | 1er tour (1/32) J. Kostanić | E. Dementieva Krasnoroutskaïa | 1er tour (1/32) Bianka Lamade | Teryn Ashley A. Spears      |
| 2004  | 1er tour (1/32) V. Zvonareva | Åsa Svensson Meilen Tu       | 3e tour (1/8) V. Zvonareva | J. Husárová C. Martínez     | 2e tour (1/16) V. Zvonareva | J. Russell M. Santangelo      | 1er tour (1/32) V. Zvonareva  | Audra Cohen Riza Zalameda   |
| 2005  | 1/2 finale V. Zvonareva      | S. Kuznetsova Alicia Molik   | 1er tour (1/32) T. Golovin | Gisela Dulko María Vento    | 2e tour (1/16) Nana Miyagi  | D. Hantuchová Ai Sugiyama     | 1er tour (1/32) Nana Miyagi   | Silvia Farina Roberta Vinci |
| 2006  | 2e tour (1/16) Dinara Safina | S. Foretz Ant. Serra Zanetti | 3e tour (1/8) Likhovtseva  | Cara Black Rennae Stubbs    | 3e tour (1/8) Likhovtseva   | Liezel Huber Navrátilová      | -                             | -                           |

Sous le résultat, la partenaire ; à droite, l’ultime équipe adverse.

### En double mixte
| Année | Open d'Australie              | Open d'Australie         | Internationaux de France    | Internationaux de France | Wimbledon                     | Wimbledon                  | US Open                       | US Open                |
| ----- | ----------------------------- | ------------------------ | --------------------------- | ------------------------ | ----------------------------- | -------------------------- | ----------------------------- | ---------------------- |
| 2003  | -                             | -                        | -                           | -                        | 1er tour (1/32) Jamie Delgado | Navrátilová Leander Paes   | 1er tour (1/16) Brian MacPhie | Janet Lee Jared Palmer |
| 2005  | -                             | -                        | 1/2 finale J. Björkman      | D. Hantuchová F. Santoro | 2e tour (1/16) M. Kohlmann    | Liezel Huber Kevin Ullyett | -                             | -                      |
| 2006  | 1er tour (1/16) Jürgen Melzer | Lisa Raymond J. Björkman | 2e tour (1/8) Jürgen Melzer | B. Stewart M. Matkowski  | -                             | -                          | -                             | -                      |

Sous le résultat, le partenaire ; à droite, l’ultime équipe adverse.

## Parcours aux Masters

### En simple dames
| # | Date       | Nom de l'édition                          | ($)       | Surface    | Résultat               | Ultime adversaire | Score         |          |
| - | ---------- | ----------------------------------------- | --------- | ---------- | ---------------------- | ----------------- | ------------- | -------- |
| 1 | 04/11/2002 | Home Depot Championships Los Angeles      | 3 000 000 | Dur (int.) | 1er tour (1/8)         | Jelena Dokić      | 6-3, 6-4      | Parcours |
| 2 | 03/11/2003 | Tour Championships by Porsche Los Angeles | 3 000 000 | Dur (int.) | Round Robin (défaite)  | Justine Henin     | 7-5, 5-7, 7-5 | Parcours |
| 2 | 03/11/2003 | Tour Championships by Porsche Los Angeles | 3 000 000 | Dur (int.) | Round Robin (victoire) | Ai Sugiyama       | 6-4, 6-3      | Parcours |
| 2 | 03/11/2003 | Tour Championships by Porsche Los Angeles | 3 000 000 | Dur (int.) | Round Robin (défaite)  | Jennifer Capriati | 7-5, 5-7, 6-4 | Parcours |
| 3 | 08/11/2004 | Tour Championships by Porsche Los Angeles | 3 000 000 | Dur (int.) | 1/2 finale             | Maria Sharapova   | 2-6, 6-2, 6-2 | Parcours |

## Parcours aux Jeux olympiques

### En simple dames
| # | Date       | Nom de l'olympiade           | Surface    | Résultat                 | Ultime adversaire | Score    |          |
| - | ---------- | ---------------------------- | ---------- | ------------------------ | ----------------- | -------- | -------- |
| 1 | 19/09/2000 | Olympic Tennis Event Sydney  | Dur (ext.) | 2e tour (1/16)           | Dominique Monami  | 6-2, 6-3 | Parcours |
| 2 | 15/08/2004 | Olympic Tennis Event Athènes | Dur (ext.) | 4e place (petite finale) | Alicia Molik      | 6-3, 6-4 | Parcours |

### En double dames
| # | Date       | Nom de l'olympiade           | Surface    | Résultat        | Partenaire        | Ultimes adversaires            | Score         |          |
| - | ---------- | ---------------------------- | ---------- | --------------- | ----------------- | ------------------------------ | ------------- | -------- |
| 1 | 19/09/2000 | Olympic Tennis Event Sydney  | Dur (ext.) | 2e tour (1/8)   | Elena Likhovtseva | Serena Williams Venus Williams | 4-6, 6-2, 6-3 | Parcours |
| 2 | 15/08/2004 | Olympic Tennis Event Athènes | Dur (ext.) | 1er tour (1/16) | Elena Dementieva  | Shinobu Asagoe Ai Sugiyama     | 5-7, 7-5, 6-3 | Parcours |

## Parcours en Fed Cup
| #                                                                     | Date       | Lieu         | Surface         | Gagnante(s)                         | Perdante(s)                       | Score            |          |
|                                                                       |            |              |                 |                                     |                                   |                  |          |
| 1998 - 1/4 de finale (groupe mondial II) - Australie - Russie - 2 : 3 |            |              |                 |                                     |                                   |                  |          |
| 1                                                                     | 18/04/1998 | Perth        | Herbe (ext.)    | Annabel Ellwood Rennae Stubbs       | Anastassia Myskina Tatiana Panova | 6-2, 6-2         | Parcours |
|                                                                       |            |              |                 |                                     |                                   |                  |          |
| 2002 - 1er tour (groupe mondial) - Allemagne - Russie - 3 : 2         |            |              |                 |                                     |                                   |                  |          |
| 2                                                                     | 27/04/2002 | Dresde       | Terre (ext.)    | Barbara Rittner                     | Anastassia Myskina                | 7-5, 3-6, 7-5    | Parcours |
| 2                                                                     | 27/04/2002 | Dresde       | Terre (ext.)    | Anastassia Myskina                  | Martina Müller                    | 7-65, 6-74, 11-9 | Parcours |
|                                                                       |            |              |                 |                                     |                                   |                  |          |
| 2003 - 1er tour (groupe mondial) - Russie - Croatie - 4 : 1           |            |              |                 |                                     |                                   |                  |          |
| 3                                                                     | 26/04/2003 | Moscou       | Moquette (int.) | Anastassia Myskina                  | Karolina Šprem                    | 6-1, 3-6, 6-0    | Parcours |
| 3                                                                     | 26/04/2003 | Moscou       | Moquette (int.) | Anastassia Myskina                  | Iva Majoli                        | 6-2, 7-5         | Parcours |
| 3                                                                     | 26/04/2003 | Moscou       | Moquette (int.) | Elena Dementieva Anastassia Myskina | Darija Jurak Matea Mezak          | 6-4, 6-4         | Parcours |
|                                                                       |            |              |                 |                                     |                                   |                  |          |
| 2003 - 1/4 de finale (groupe mondial) - Slovénie - Russie - 0 : 5     |            |              |                 |                                     |                                   |                  |          |
| 4                                                                     | 19/07/2003 | Portorož     | Terre (ext.)    | Anastassia Myskina                  | Maja Matevžič                     | 6-4, 6-1         | Parcours |
| 4                                                                     | 19/07/2003 | Portorož     | Terre (ext.)    | Elena Dementieva Anastassia Myskina | Tina Križan Katarina Srebotnik    | 6-2, 6-3         | Parcours |
|                                                                       |            |              |                 |                                     |                                   |                  |          |
| 2003 - 1/2 finale (groupe mondial) - Russie - France - 2 : 3          |            |              |                 |                                     |                                   |                  |          |
| 5                                                                     | 19/11/2003 | Moscou       | Moquette (int.) | Anastassia Myskina                  | Mary Pierce                       | 4-6, 7-62, 7-5   | Parcours |
| 5                                                                     | 19/11/2003 | Moscou       | Moquette (int.) | Amélie Mauresmo                     | Anastassia Myskina                | 6-73, 6-3, 6-4   | Parcours |
| 5                                                                     | 19/11/2003 | Moscou       | Moquette (int.) | Anastassia Myskina Nadia Petrova    | Stéphanie Cohen Émilie Loit       | 6-3, 1-6, 6-3    | Parcours |
|                                                                       |            |              |                 |                                     |                                   |                  |          |
| 2004 - 1er tour (groupe mondial) - Russie - Australie - 4 : 1         |            |              |                 |                                     |                                   |                  |          |
| 6                                                                     | 24/04/2004 | Moscou       | Moquette (int.) | Anastassia Myskina                  | Samantha Stosur                   | 6-4, 6-1         | Parcours |
| 6                                                                     | 24/04/2004 | Moscou       | Moquette (int.) | Alicia Molik                        | Anastassia Myskina                | 6-3, 6-3         | Parcours |
|                                                                       |            |              |                 |                                     |                                   |                  |          |
| 2004 - 1/4 de finale (groupe mondial) - Argentine - Russie - 1 : 4    |            |              |                 |                                     |                                   |                  |          |
| 7                                                                     | 10/07/2004 | Buenos Aires | Terre (ext.)    | Anastassia Myskina                  | Natalia Gussoni                   | 6-3, 6-0         | Parcours |
| 7                                                                     | 10/07/2004 | Buenos Aires | Terre (ext.)    | Anastassia Myskina                  | Gisela Dulko                      | 6-1, 7-5         | Parcours |
|                                                                       |            |              |                 |                                     |                                   |                  |          |
| 2004 - 1/2 finale (groupe mondial) - Russie - Autriche - 5 : 0        |            |              |                 |                                     |                                   |                  |          |
| 8                                                                     | 24/11/2004 | Moscou       | Moquette (int.) | Anastassia Myskina                  | Patricia Wartusch                 | 6-0, 6-0         | Parcours |
| 8                                                                     | 24/11/2004 | Moscou       | Moquette (int.) | Anastassia Myskina                  | Yvonne Meusburger                 | 3-6, 6-3, 6-1    | Parcours |
|                                                                       |            |              |                 |                                     |                                   |                  |          |
| 2004 - Finale (groupe mondial) - Russie - France - 3 : 2              |            |              |                 |                                     |                                   |                  |          |
| 9                                                                     | 27/11/2004 | Moscou       | Moquette (int.) | Anastassia Myskina                  | Tatiana Golovin                   | 6-4, 7-65        | Parcours |
| 9                                                                     | 27/11/2004 | Moscou       | Moquette (int.) | Anastassia Myskina                  | Nathalie Dechy                    | 6-3, 6-4         | Parcours |
| 9                                                                     | 27/11/2004 | Moscou       | Moquette (int.) | Anastassia Myskina Vera Zvonareva   | Marion Bartoli Émilie Loit        | 7-65, 7-5        | Parcours |
|                                                                       |            |              |                 |                                     |                                   |                  |          |
| 2005 - 1/2 finale (groupe mondial) - Russie - États-Unis - 4 : 1      |            |              |                 |                                     |                                   |                  |          |
| 10                                                                    | 09/07/2005 | Moscou       | Terre (int.)    | Anastassia Myskina                  | Venus Williams                    | 5-7, 6-4, 6-2    | Parcours |
| 10                                                                    | 09/07/2005 | Moscou       | Terre (int.)    | Anastassia Myskina                  | Jill Craybas                      | 6-2, 6-4         | Parcours |
|                                                                       |            |              |                 |                                     |                                   |                  |          |
| 2005 - Finale (groupe mondial) - France - Russie - 2 : 3              |            |              |                 |                                     |                                   |                  |          |
| 11                                                                    | 17/09/2005 | Paris        | Terre (ext.)    | Amélie Mauresmo                     | Anastassia Myskina                | 6-4, 6-2         | Parcours |
| 11                                                                    | 17/09/2005 | Paris        | Terre (ext.)    | Mary Pierce                         | Anastassia Myskina                | 4-6, 6-4, 6-2    | Parcours |

## Classements WTA en fin de saison

### En simple
| Année | 1995 | 1996 | 1997 | 1998 | 1999 | 2000 | 2001 | 2002 | 2003 | 2004 | 2005 | 2006 | 2007 |
| Rang  | 920  | 813  | 622  | 293  | 65   | 58   | 59   | 11   | 7    | 3    | 14   | 16   | 1065 |

Source : (en) « Classements de Anastassia Myskina », sur le site officiel du WTA Tour

### En double
| Année | 1997 | 1998 | 1999 | 2000 | 2001 | 2002 | 2003 | 2004 | 2005 | 2006 |
| Rang  | 469  | 541  | 178  | 141  | 157  | 185  | 71   | 16   | 39   | 78   |

Source : (en) « Classements de Anastassia Myskina », sur le site officiel du WTA Tour

## Vie privée
Anastassia Myskina est mère de trois garçons avec son mari, Sergey Mamedov : Zhenya, né le 29 avril 2008, Georgiy, né le 30 août 2010 et Pavel, né le 1er mars 2012.